# Canadian Civil Liberties Education Trust
Vous venez d’apposer le modèle de débat d'admissibilité.
Avant toute chose, veuillez créer la page de débat correspondante en cliquant ici.
- Une fois la page de vote initialisée, rafraîchissez cette page, et le bandeau prendra son aspect définitif.
- Si votre débat d'admissibilité est groupé (le motif et l’argumentation doivent être les mêmes), modifiez cette page pour ajouter au modèle le paramètre « cat » suivi du nom de la page de discussion de l’article pour lequel la page de débat existe déjà (ex. : cat=Discussion:Nom_de_l'autre_article). Ensuite, suivez les nouvelles instructions qui apparaissent.
- Vous pouvez également utiliser le paramètre « type » pour faciliter l’accès aux critères d’admissibilité. Exemple : {{suppression|type=mot-clé}}. Liste des mots-clés existants : fiction, musique, art visuel, fanzine, jeu de société, porno, sportif, association, enseignement, société, site web, route, nombre, (Liste complète ici).

| 1. | Créez la page de débat d'admissibilité.                                                                      | Sauvegardez d’abord la page pour l’initialiser puis indiquez votre motivation.                                  |
| 2. | Important : ajoutez une entrée dans la section Débat d'admissibilité du jour.                                | Utilisez ce texte : *{{L\|Canadian Civil Liberties Education Trust}}                                            |
| 3. | Pensez à informer les contributeurs principaux de la page et les projets associés lorsque cela est possible. | Utilisez ce texte : {{subst:Avertissement débat d'admissibilité\|Canadian Civil Liberties Education Trust}}~~~~ |

Le Canadian Civil Liberties Education Trust (CCLET) est une association caritative qui se concentre sur la promotion et l'éducation du public quant aux droits, libertés et devoirs de tous les citoyens sous une démocratie. CCLET a été fondé en 1967 et est l'organisation sœur de l'Association canadienne des libertés civiles. Ses bureaux sont à Toronto, Ontario. CCLET a rejoint plus de 10 000 étudiants et membres du public en 2013 avec ses programmes.
CCLET est responsable de la recherche et de l'éducation au sein de l'Association canadienne des libertés civile. L'organisation offre des séminaires gratuits à travers l'Ontario, notamment dans les écoles et les facultés d'éducation. 